# Paul Van Nevel
Paul Van Nevel (Hasselt, 4 februari 1946) is een  Belgisch dirigent en een onderzoeker van oude muzikale bronnen.  

## Levensloop
Van Nevel groeide op in een muzikale familie. Zijn vader was violist en zijn broer Leo Van Nevel en diens zoon Erik Van Nevel zijn eveneens koordirigenten. Tussen zijn 11e en 18e levensjaar zong hij vier uur per dag. Zijn vader stimuleerde zijn zoon om ieder instrument te bespelen dat zich in huis bevond. Vader hield van Wagner. Zoon Paul was helemaal weg van Béla Bartók. 
Tijdens zijn middelbare studies aan het Sint-Jozefscollege in Hasselt zong Paul van Nevel in het koor van de school dat geleid werd door zijn oudere broer Leo Van Nevel. Nog voor het einde van zijn middelbare studies begon hij te studeren aan het Conservatorium van Maastricht. Van 1966 tot 1970 studeerde hij er onder meer blokfluit bij docent oude muziek Joannes Colette. Van 1969 tot 1971 bekwaamde hij zich aan de Schola Cantorum in Bazel in de oude muziek. Daar richtte hij het Huelgas Ensemble op. De naam verwijst naar de Huelgas Codex een muziekhandschrift van rond 1300 en naar het Spaanse cisterciënzerklooster van Las Huelgas nabij Burgos waar de handschriften bewaard bleven en waar Van Nevel als 24-jarige naartoe reisde. Met een aanbevelingsbrief van de Belgische autoriteiten kon hij er zich twee weken lang verdiepen in het eeuwenoude muziekmanuscript. 
Het Huelgas Ensemble begon als instrumentaal gezelschap en evolueerde naar een a capella groep die liederen vertolkt uit de periode van de middeleeuwen tot de renaissance. Zo brengt het koor in “La Pellegrina” een avondvullend programma, zoals dat werd gespeeld bij de bruiloft van Ferdinando de' Medici, in de 16e eeuw. Op die manier wil Paul Van Nevel zijn toehoorders een stukje van de tijdgeest van weleer laten ervaren.
Tussen de repetities en optredens door wijdt Van Nevel zijn tijd aan opzoekingen. In archieven en bibliotheken zoekt hij naar onuitgegeven werk en naar vergeten stukken uit de Vlaamse polyfone traditie. Dankzij zijn speurwerk kunnen we nu luisteren naar werk van Johannes Ciconia en Nicolas Gombert. Van Nevel is een expert inzake het ontleden van oude muziekpartituren. Een aantal van zijn transcripties zijn gepubliceerd bij de bekende Duitse muziekuitgeverij Bärenreiter. 
Van Nevel geeft les aan de Conservatorium van Amsterdam en is gastdirigent bij het Collegium Vocale Gent, het Nederlands Kamerkoor en het koor van de Nederlandse Bachvereniging. In 1994 werd hij in Parijs bekroond met de Prix In Honorem van de Académie Charles Cros. Ook zijn muziekopnamen met het Huelgas Ensemble kregen vele prijzen, waaronder de Diapason d'or in 1996 en de "Cannes Classical Award" voor beste koormuziek in 1998.

## Gestolen partituren
In augustus 1994 werd bekend dat Van Nevel door een Italiaanse rechter bij verstek tot drie jaar en vier maanden gevangenisstraf was veroordeeld, wegens diefstal van oude partituren uit een bibliotheek in Bologna. De partituren uit de 17e en 18e eeuw waren in 1988 gestolen uit de Civico Museo Bibliografico Musicale. Van Nevel was de laatste persoon die ze had ingezien. Zelf verklaarde hij de partituren - die hij aan collega's en het Gents conservatorium had verkocht - voor een schappelijke prijs te hebben gekocht op een boekenmarkt in Milaan. In hoger beroep werd Van Nevel door het hof te Bologna vrijgesproken van diefstal, maar veroordeeld wegens heling.

## Prijzen
- 2005 Klara Carrièreprijs